# 奢侈品

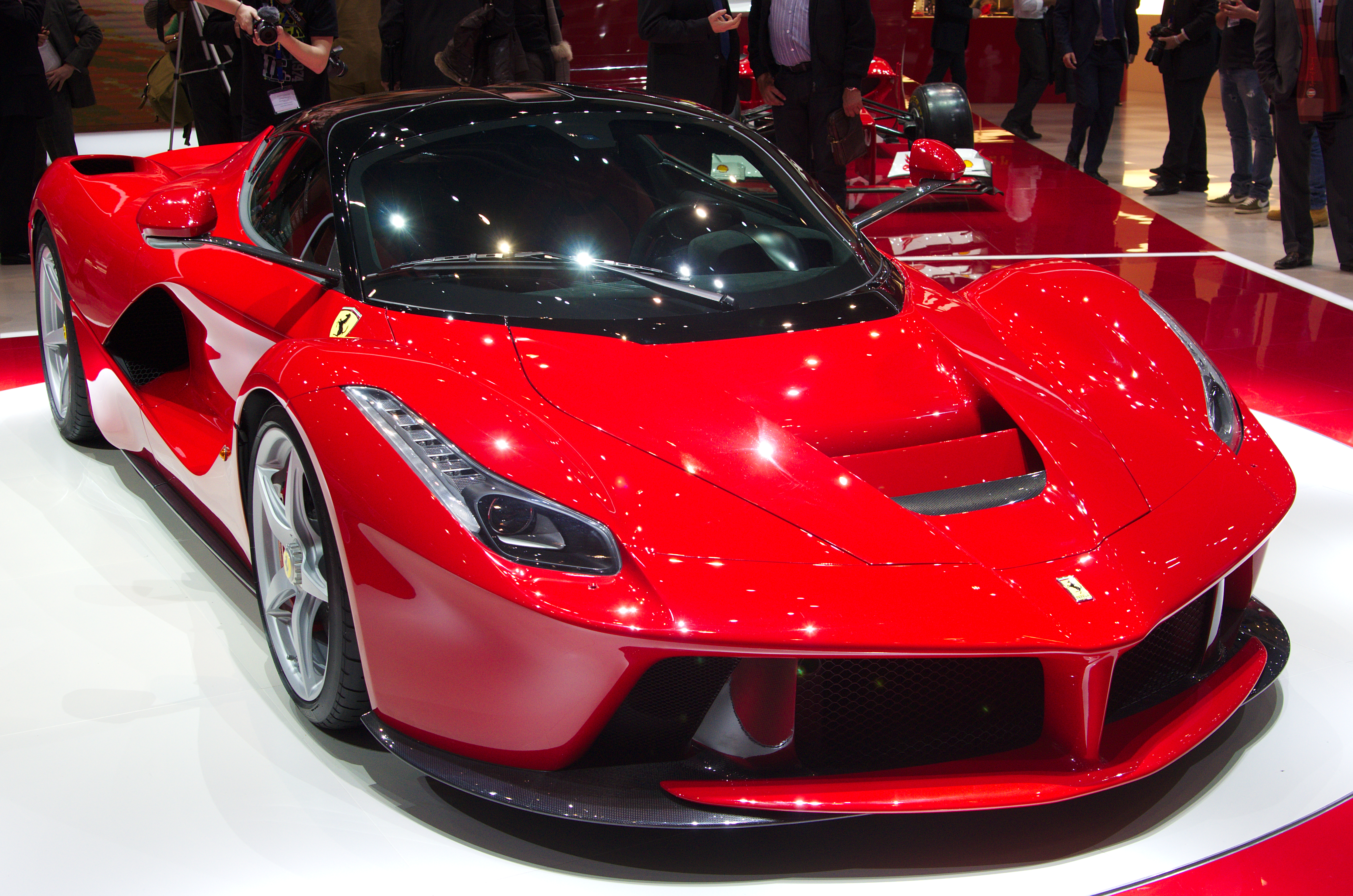
法拉利LaFerrari超級跑車

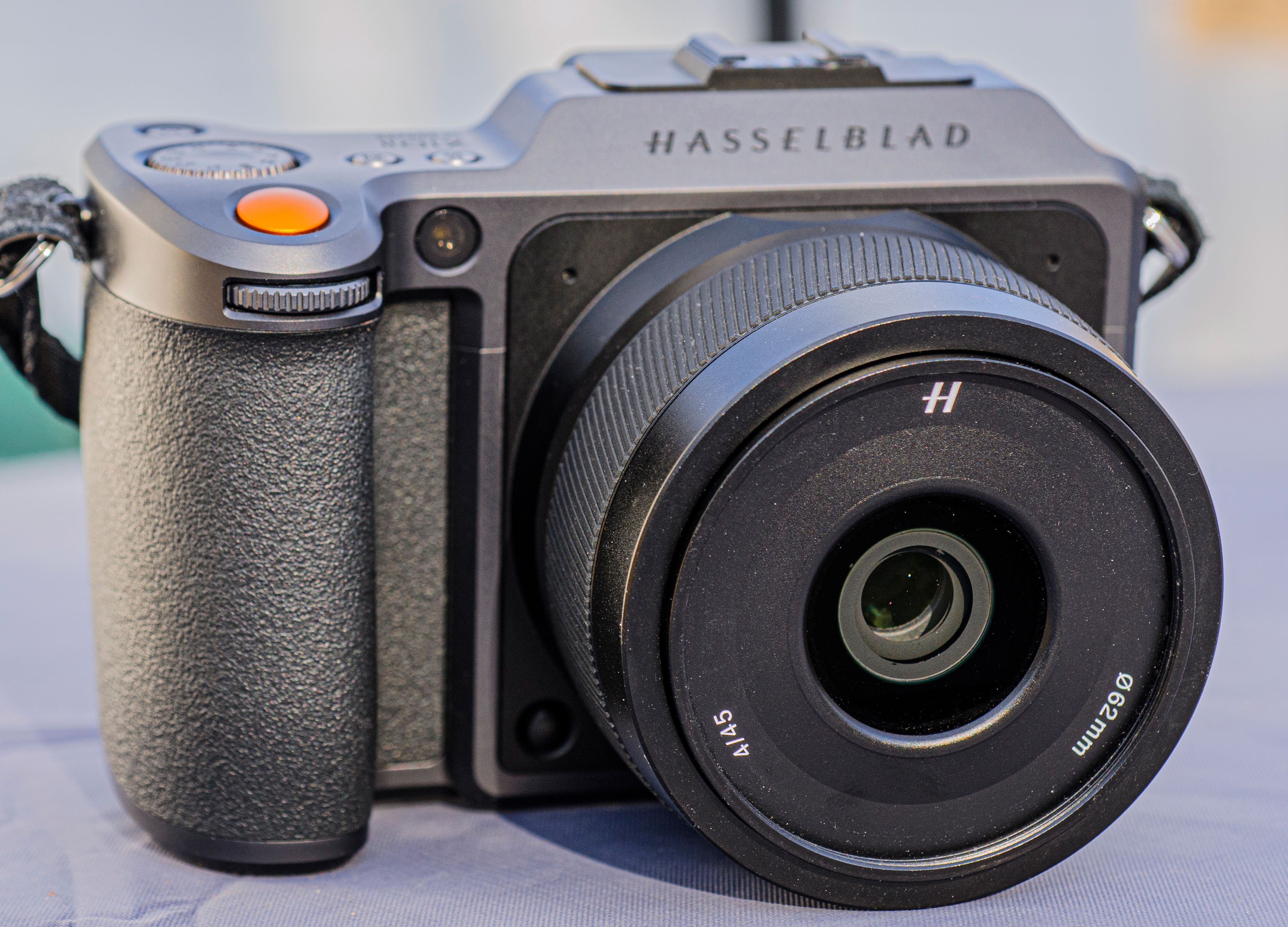
哈蘇中畫幅無反照相機

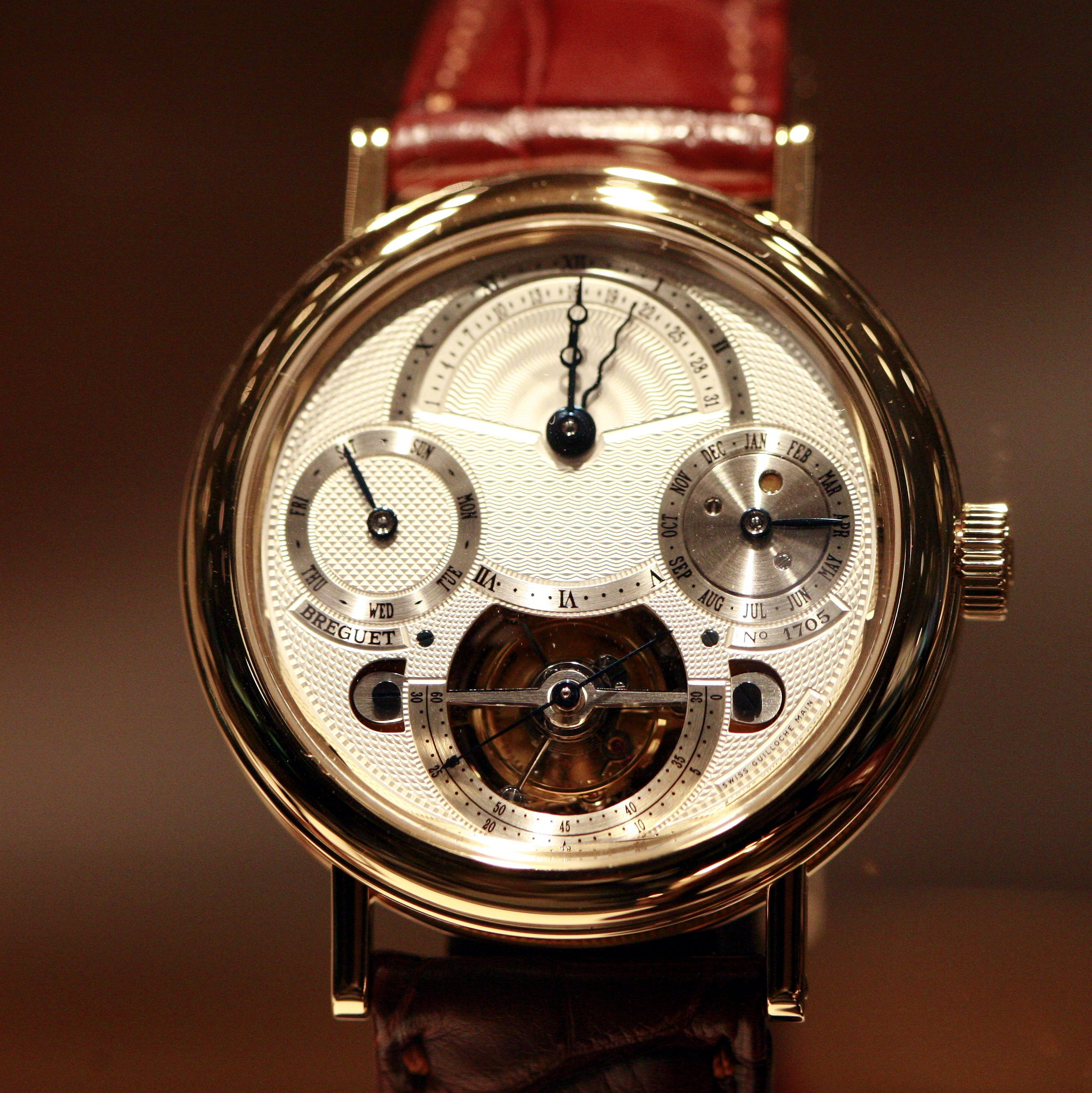
寶璣陀飛輪腕錶

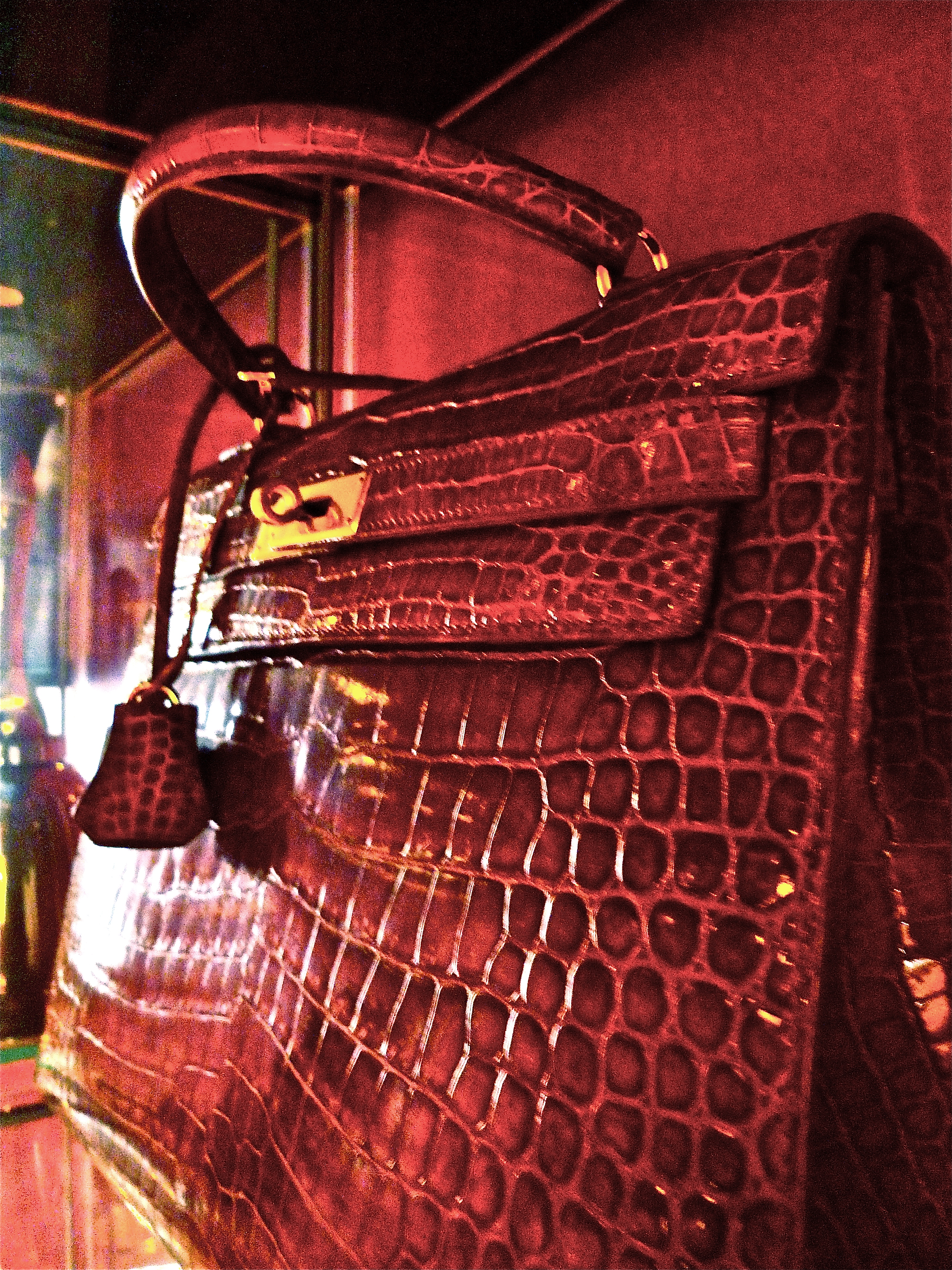
愛馬仕鱷魚皮包

奢侈品是在市场上无论是品質，还是价格都是高檔次的商品。不同的市场也有各自不同的奢侈区间，譬如豪宅、奢华酒店、珠寶、首飾、腕錶、皮包、服裝、相機、音響、古董、超級跑車、豪華汽車、私人飛機、航空頭等艙、直升機、奢華遊輪及遊艇等等。
因为其的高利润回扣和严格控制着的品牌，奢侈品市场被认为对于经济的起落有比较高的敏感度，是炫耀性消費的一種，也是一種擁有高級生活品質的生活型態。

## 歷史
中國古代飲食常是一種奢侈品，富戶常互競奢華。謝肇淛在《五雜俎》中就指出“今之富家巨室，窮山之珍，竭水之錯，南方之蠣房，北方之熊掌，東海之鰒炙，西域之馬嬭，真昔人所謂富有小四海者，一筵之費，竭中家之產，不能辦也。此以明得意，示豪舉，則可矣，習以為常，不惟開子孫驕溢之門，亦恐折此生有限之福。”又說“孫承佑一宴，殺物千餘，李德裕一羹，費至二萬，蔡京嗜鵪子，日以千計，齊王好雞跖，日進七十。江無畏日用鯽魚三百，王黼庫積雀鮓三楹。口腹之慾，殘忍暴殄，至此極矣！今時王侯閹宦尚有此風。”顾公燮在《消夏闲记摘抄》中说：“即以吾苏郡而论，洋货、皮货、衣饰、金玉、珠宝、参药诸铺，戏院、游船、酒肆、茶座，如山如林，不知几千万人。有千万人之奢华，即有千万人之生理。若欲变千万人之奢华而返于淳，必将使千万人之生理亦几于绝。”

## 奢侈品寡头
酩悅·軒尼詩－路易·威登集團是世界上最大的、拥有五十多个品牌的奢侈品供应商。2003年它的销售额达到120亿欧元，利润达到20亿欧元。其他的市场领导者包括历峰集团和开云集团。

## 典型的奢侈品
在大众文化或者公众印象中，一些商品已经成为了奢侈品的代名词。例如豪宅、私人飞机、游艇、豪華汽車、名貴首飾及名牌手袋等等，这些都被认为是地位象徵而被用来凸现购买者拥有显赫的财富。

## 地段
如同其他类型的零售市场，奢侈品零售商也似乎喜欢相互临近的选址来突显他们的店铺，以此去创造一个购物“目的地”。以奢侈品为例，这些区域一般是古老的并且是世界各主要城市极其富有的地段。
例如：
- 巴黎的香榭麗舍大道、蒙田大街、聖奧諾雷市郊路
- 米兰的蒙特拿破崙大街
- 佛羅倫斯的托納波尼路
- 伦敦的龐德街、斯隆廣場
- 蘇黎世的車站大街
- 柏林的選帝侯路堤
- 纽约的第五大道、麥迪遜大道
- 洛杉矶的羅迪歐大道
- 東京的銀座中央通、南青山
- 首爾的江南區
- 香港的尖沙咀廣東道、中環遮打道
- 上海的南京西路、新天地、淮海中路
- 北京的金宝街
- 新加坡的烏節路
- 吉隆坡的武吉免登
- 墨爾本的科林斯街

## 在經濟學
奢侈品是指需求的收入彈性大於一的物品。當一個人的實質收入增加1%，那人購買奢侈品的增加量將大於1%。

## 稅
在很多地方將生活非必需品，包括煙、酒、化妝品等定為「奢侈品」，課以稅項。